# 红色边疆农场
红色边疆农场是一个位于中华人民共和国黑龙江省黑河市孙吴县的农场，亦是黑龙江省农垦北安管理局所属的一个农场。
红色边疆农场位于小兴安岭北麓，东临黑龙江畔。现有人口1.1万人。

## 行政区划
红色边疆农场下辖以下单位：
红色边疆场直社区、红色边疆农场第一管理区、红色边疆农场第二管理区、红色边疆农场第三管理区、红色边疆农场第四管理区和红色边疆农场第五管理区。